# Ismael Saibari
Ismael Saibari Ben El Basra (Terrassa, 28 gennaio 2001) è un calciatore marocchino, centrocampista del PSV.

## Carriera

### Club
Cresciuto nei settori giovanili di Anderlecht e Genk, il 29 luglio 2020 viene acquistato dal PSV, con cui firma un triennale. Esordisce in prima squadra il 1º novembre seguente, nella partita di campionato vinta per 4-0 contro l'ADO Den Haag.
Il 13 luglio 2022 prolunga con il club biancorosso fino al 2025, venendo contestualmente inserito nella rosa della prima squadra.

### Nazionale
Ha giocato nella nazionale marocchina Under-23.
Il 14 settembre 2023 esordisce con il Marocco in occasione dell'amichevole vinta 1-0 contro il Burkina Faso.
Il 15 novembre 2024 realizza il suo primo gol per la selezione marocchina nel successo per 1-5 in casa del Gabon.

## Statistiche

### Presenze e reti nei club
Statistiche aggiornate al 1º febbraio 2025
| Stagione        | Squadra         | Campionato      | Campionato | Campionato | Coppe nazionali | Coppe nazionali | Coppe nazionali | Coppe continentali | Coppe continentali | Coppe continentali | Altre coppe | Altre coppe | Altre coppe | Totale | Totale |
| Stagione        | Squadra         | Comp            | Pres       | Reti       | Comp            | Pres            | Reti            | Comp               | Pres               | Reti               | Comp        | Pres        | Reti        | Pres   | Reti   |
| --------------- | --------------- | --------------- | ---------- | ---------- | --------------- | --------------- | --------------- | ------------------ | ------------------ | ------------------ | ----------- | ----------- | ----------- | ------ | ------ |
| 2020-2021       | Jong PSV        | ED              | 24         | 3          | -               | -               | -               | -                  | -                  | -                  | -           | -           | -           | 24     | 3      |
| 2021-2022       | Jong PSV        | ED              | 26         | 5          | -               | -               | -               | -                  | -                  | -                  | -           | -           | -           | 26     | 5      |
| 2022-2023       | Jong PSV        | ED              | 5          | 1          | -               | -               | -               | -                  | -                  | -                  | -           | -           | -           | 5      | 1      |
| Totale Jong PSV | Totale Jong PSV | Totale Jong PSV | 55         | 9          |                 | -               | -               |                    | -                  | -                  |             | -           | -           | 55     | 9      |
| 2020-2021       | PSV             | E               | 1          | 0          | CO              | 0               | 0               | UEL                | 1                  | 0                  | -           | -           | -           | 2      | 0      |
| 2021-2022       | PSV             | E               | 0          | 0          | CO              | 0               | 0               | UCL+UEL+UECL       | 0                  | 0                  | SO          | -           | -           | 0      | 0      |
| 2022-2023       | PSV             | E               | 17         | 0          | CO              | 3               | 0               | UCL+UEL            | 4+3                | 0                  | SO          | 1           | 0           | 28     | 0      |
| 2023-2024       | PSV             | E               | 19         | 5          | CO              | 0               | 0               | UCL                | 11                 | 3                  | SO          | 1           | 0           | 31     | 8      |
| 2024-2025       | PSV             | E               | 28         | 11         | CO              | 2               | 1               | UCL                | 8                  | 3                  | SO          | 1           | 0           | 39     | 15     |
| Totale PSV      | Totale PSV      | Totale PSV      | 65         | 16         |                 | 5               | 1               |                    | 27                 | 6                  |             | 3           | 0           | 100    | 23     |
| Totale carriera | Totale carriera | Totale carriera | 120        | 25         |                 | 5               | 1               |                    | 27                 | 6                  |             | 3           | 0           | 155    | 32     |

### Cronologia presenze e reti in nazionale
| Cronologia completa delle presenze e delle reti in nazionale ― Marocco | Cronologia completa delle presenze e delle reti in nazionale ― Marocco | Cronologia completa delle presenze e delle reti in nazionale ― Marocco | Cronologia completa delle presenze e delle reti in nazionale ― Marocco | Cronologia completa delle presenze e delle reti in nazionale ― Marocco | Cronologia completa delle presenze e delle reti in nazionale ― Marocco | Cronologia completa delle presenze e delle reti in nazionale ― Marocco | Cronologia completa delle presenze e delle reti in nazionale ― Marocco |
| Data                                                                   | Città                                                                  | In casa                                                                | Risultato                                                              | Ospiti                                                                 | Competizione                                                           | Reti                                                                   | Note                                                                   |
| ---------------------------------------------------------------------- | ---------------------------------------------------------------------- | ---------------------------------------------------------------------- | ---------------------------------------------------------------------- | ---------------------------------------------------------------------- | ---------------------------------------------------------------------- | ---------------------------------------------------------------------- | ---------------------------------------------------------------------- |
| 12-9-2023                                                              | Lens                                                                   | Marocco                                                                | 1 – 0                                                                  | Burkina Faso                                                           | Amichevole                                                             | -                                                                      | 67’                                                                    |
| 14-10-2023                                                             | Abidjan                                                                | Costa d'Avorio                                                         | 1 – 1                                                                  | Marocco                                                                | Amichevole                                                             | -                                                                      | 77’                                                                    |
| 17-10-2023                                                             | Agadir                                                                 | Marocco                                                                | 3 – 0                                                                  | Liberia                                                                | Qual. Coppa d'Africa 2023                                              | -                                                                      | 74’                                                                    |
| 21-11-2023                                                             | Dar es Salaam                                                          | Tanzania                                                               | 0 – 2                                                                  | Marocco                                                                | Qual. Mondiali 2026                                                    | -                                                                      | 72’                                                                    |
| 24-1-2024                                                              | San-Pédro                                                              | Zambia                                                                 | 0 – 1                                                                  | Marocco                                                                | Coppa d'Africa 2023 - 1º turno                                         | -                                                                      | 68’                                                                    |
| 30-1-2024                                                              | San-Pédro                                                              | Marocco                                                                | 0 – 2                                                                  | Sudafrica                                                              | Coppa d'Africa 2023 - Ottavi di finale                                 | -                                                                      | 60’                                                                    |
| 15-10-2024                                                             | Oujda                                                                  | Rep. Centrafricana                                                     | 0 – 4                                                                  | Marocco                                                                | Qual. Coppa d'Africa 2025                                              | -                                                                      | 68’                                                                    |
| 15-11-2024                                                             | Franceville                                                            | Gabon                                                                  | 1 – 5                                                                  | Marocco                                                                | Qual. Coppa d'Africa 2025                                              | 1                                                                      | 80’                                                                    |
| 18-11-2024                                                             | Oujda                                                                  | Marocco                                                                | 7 – 0                                                                  | Lesotho                                                                | Qual. Coppa d'Africa 2025                                              | 1                                                                      | 46’                                                                    |
| 21-3-2025                                                              | Oujda                                                                  | Niger                                                                  | 1 – 2                                                                  | Marocco                                                                | Qual. Mondiali 2026                                                    | 1                                                                      | 56’                                                                    |
| 25-3-2025                                                              | Oujda                                                                  | Marocco                                                                | 2 – 0                                                                  | Tanzania                                                               | Qual. Mondiali 2026                                                    | -                                                                      | 71’                                                                    |
| 6-6-2025                                                               | Fès                                                                    | Marocco                                                                | 2 – 0                                                                  | Tunisia                                                                | Amichevole                                                             | -                                                                      | 78’                                                                    |
| 9-6-2025                                                               | Fès                                                                    | Marocco                                                                | 1 – 0                                                                  | Benin                                                                  | Amichevole                                                             | -                                                                      | 71’                                                                    |
| Totale                                                                 |                                                                        | Presenze                                                               | 13                                                                     |                                                                        | Reti                                                                   | 3                                                                      |                                                                        |

## Palmarès

### Club

#### Competizioni nazionali
- Coppa dei Paesi Bassi: 2

PSV: 2021-2022, 2022-2023
- Supercoppa dei Paesi Bassi: 3

PSV: 2022, 2023, 2025
- Campionato olandese: 2

PSV: 2023-2024, 2024-2025

### Nazionale
- Coppa delle nazioni africane Under-23: 1

Marocco 2023